# Asterorhombus filifer
Asterorhombus filifer är en fiskart som beskrevs av Hensley och Randall 2003. Asterorhombus filifer ingår i släktet Asterorhombus och familjen tungevarsfiskar. Inga underarter finns listade.